# IC 1570
IC 1570 — галактика типу S/P (спіральна галактика) у сузір'ї Риби.
Цей об'єкт міститься в оригінальній редакції індексного каталогу.